# Norsk Maritimt Museum

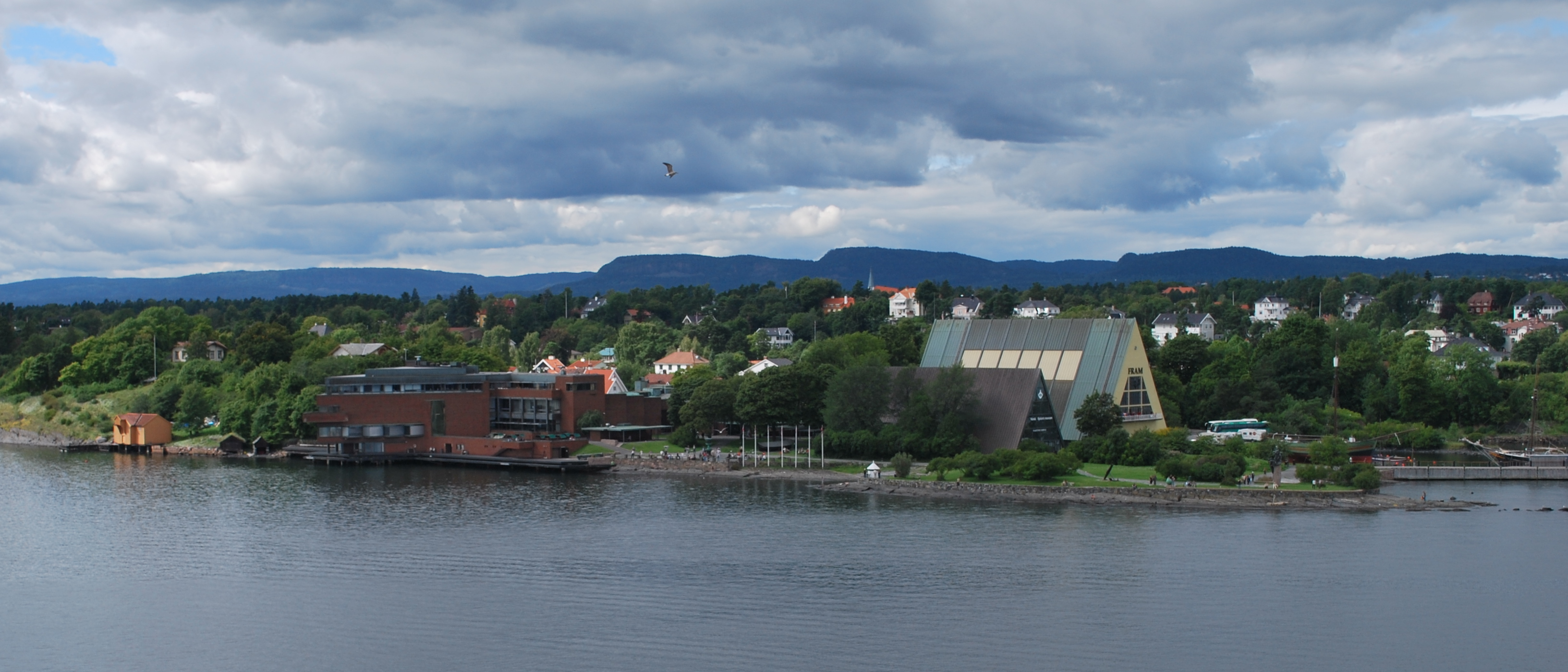
Norskt Maritimt Museum (till vänster) och Frammuseet (till höger) på Bygdøynes.

Norsk Maritimt Museum, före 2010 Norsk Sjøfartsmuseum, är ett norskt sjöfartsmuseum i Oslo. Det invigdes 1914 i samband med Jubileumsutstillingen på Frogner 1914.
År 1929 flyttade museet in i lokaler på Norsk Folkemuseum, där det var lokaliserat till 1960, då det flyttade till nybyggda lokaler på Bygdøy i Oslo. Denna byggnad är ett byggnadsminne. 
Museet har förvaltningsansvar för kulturminnesmärken under vattenytan mellan gränsen till Sverige till Åna-Sira i Vest-Agder fylke.
Bredvid Norskt Maritimt Museum ligger Frammuseet med polarskeppet Fram. Polarjakten Gjøa placerades 1972 på museumsområdet och finns sedan 2013 i en båthall bredvid Framhuset. Kontiki-museet ligger tvärs över gatan vid Bygdøynesveijen. Museet planerar en ny båthall för de arkeologiska fynden från två fartyg från 1600-talet, som återfunnits i Bjørvika i Oslo.
Museets förste chef var polarforskaren Gunnar Isachsen.